# 似棘豆
似棘豆（学名：Oxytropis ambigua）为豆科棘豆属下的一个种。